# Johan Gadolin

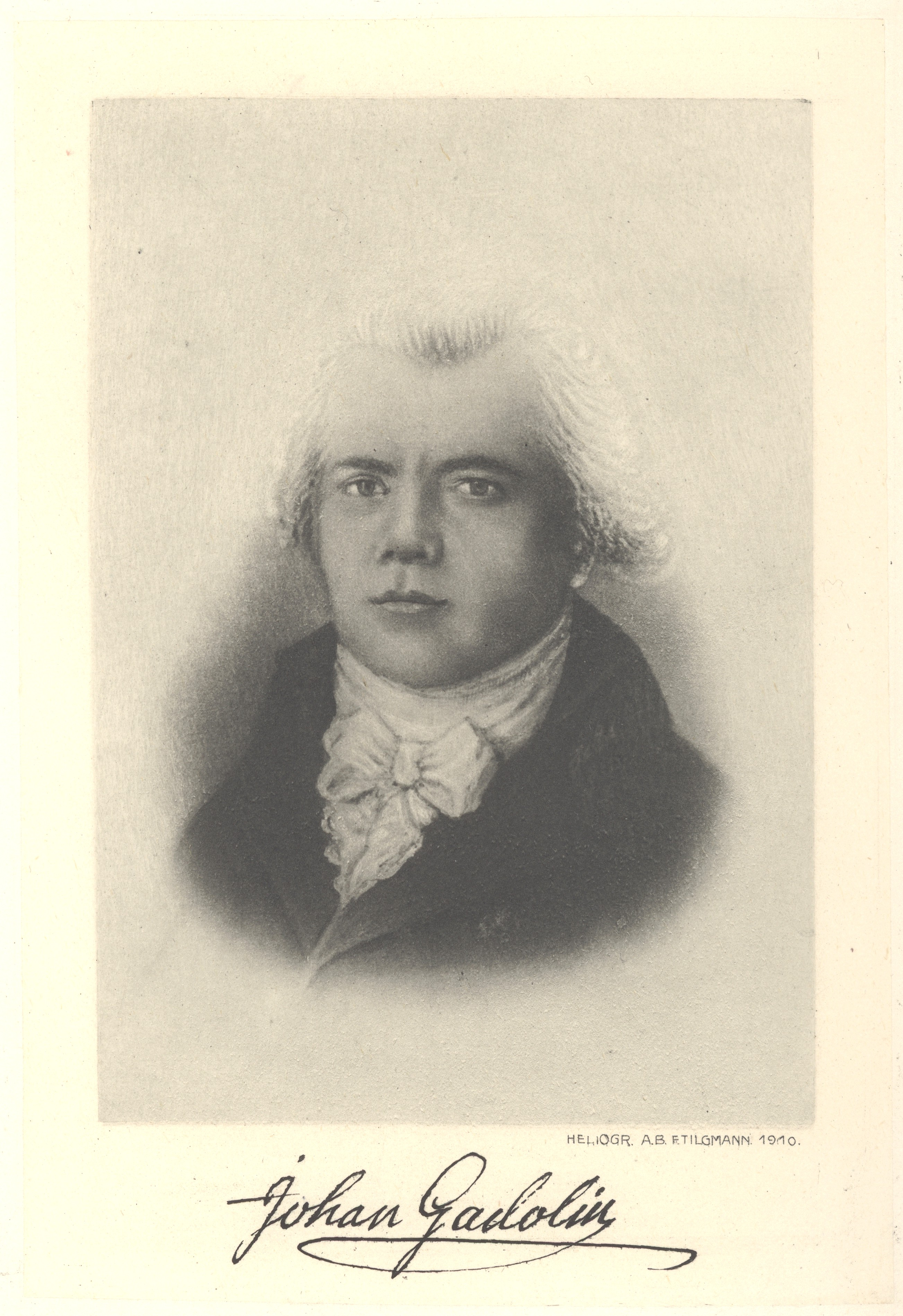
Johan Gadolin im Alter von 19 Jahren (Heliogravur 1910 nach einem älteren Gemälde)

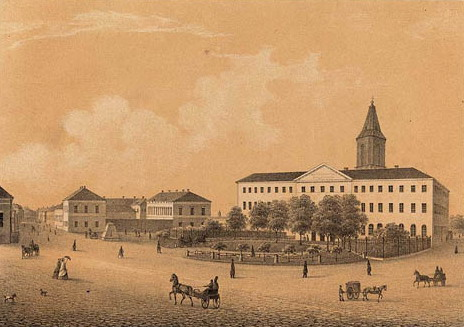
Universität Åbo / Turku in Südwestfinnland (vor der Zerstörung im Stadtbrand von 1827)

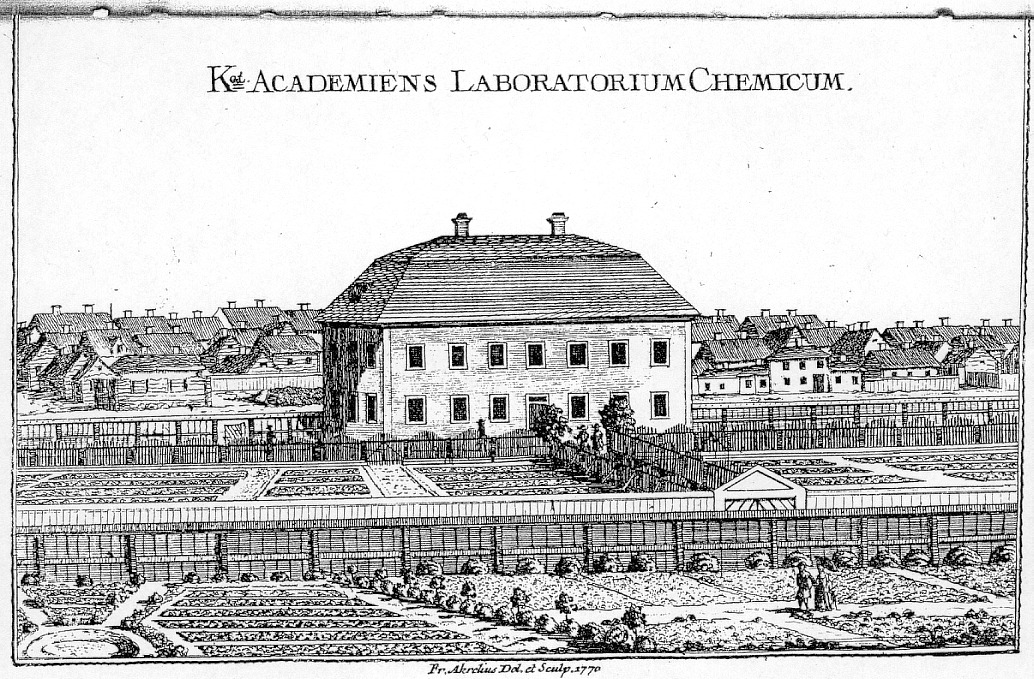
Chemisches Laboratorium der Königlichen Akademie in Uppsala, Studienort von Johan Gadolin (Kupferstich von Fredrik Akrelius, 1770)

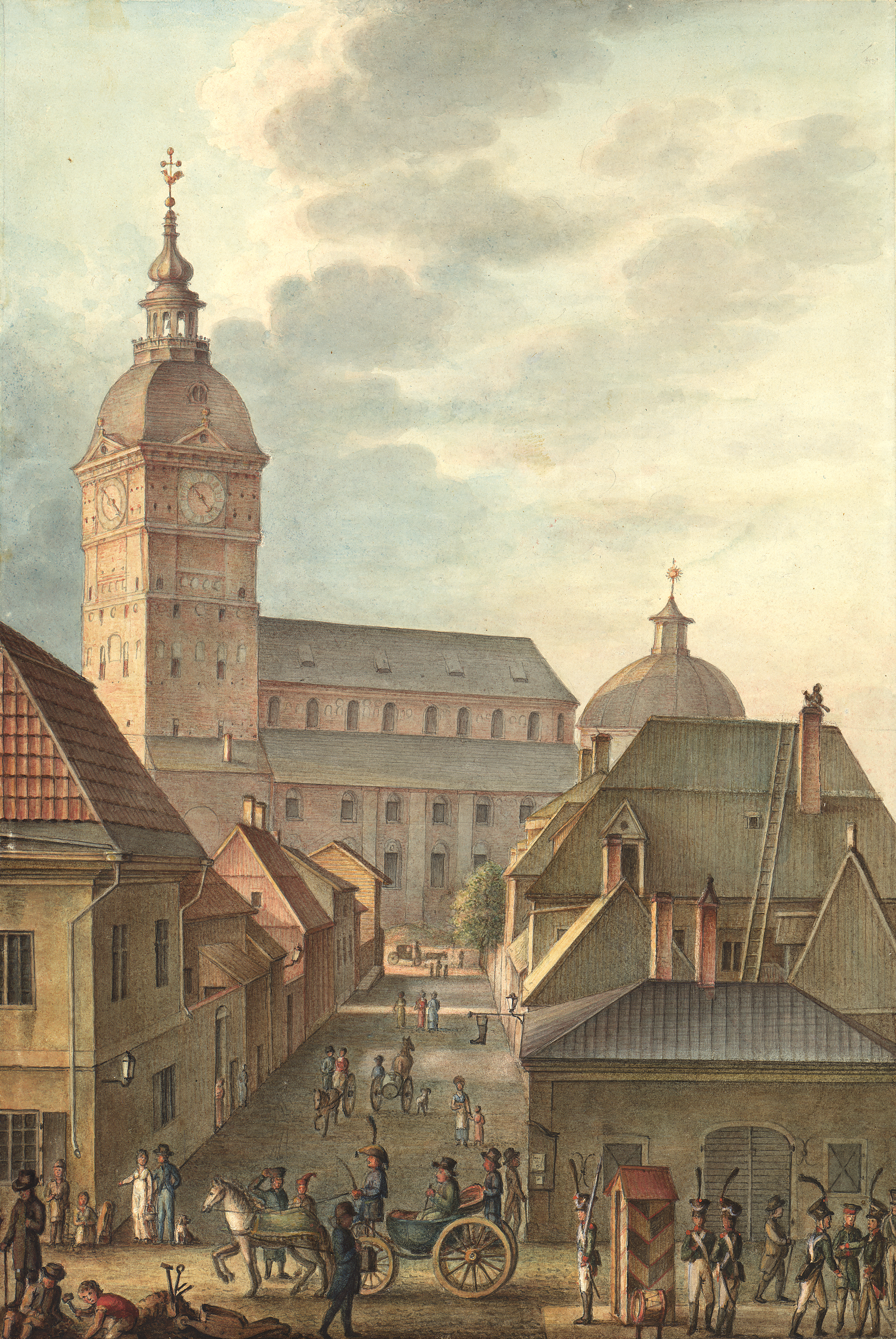
Bischofskathedrale von Åbo / Turku

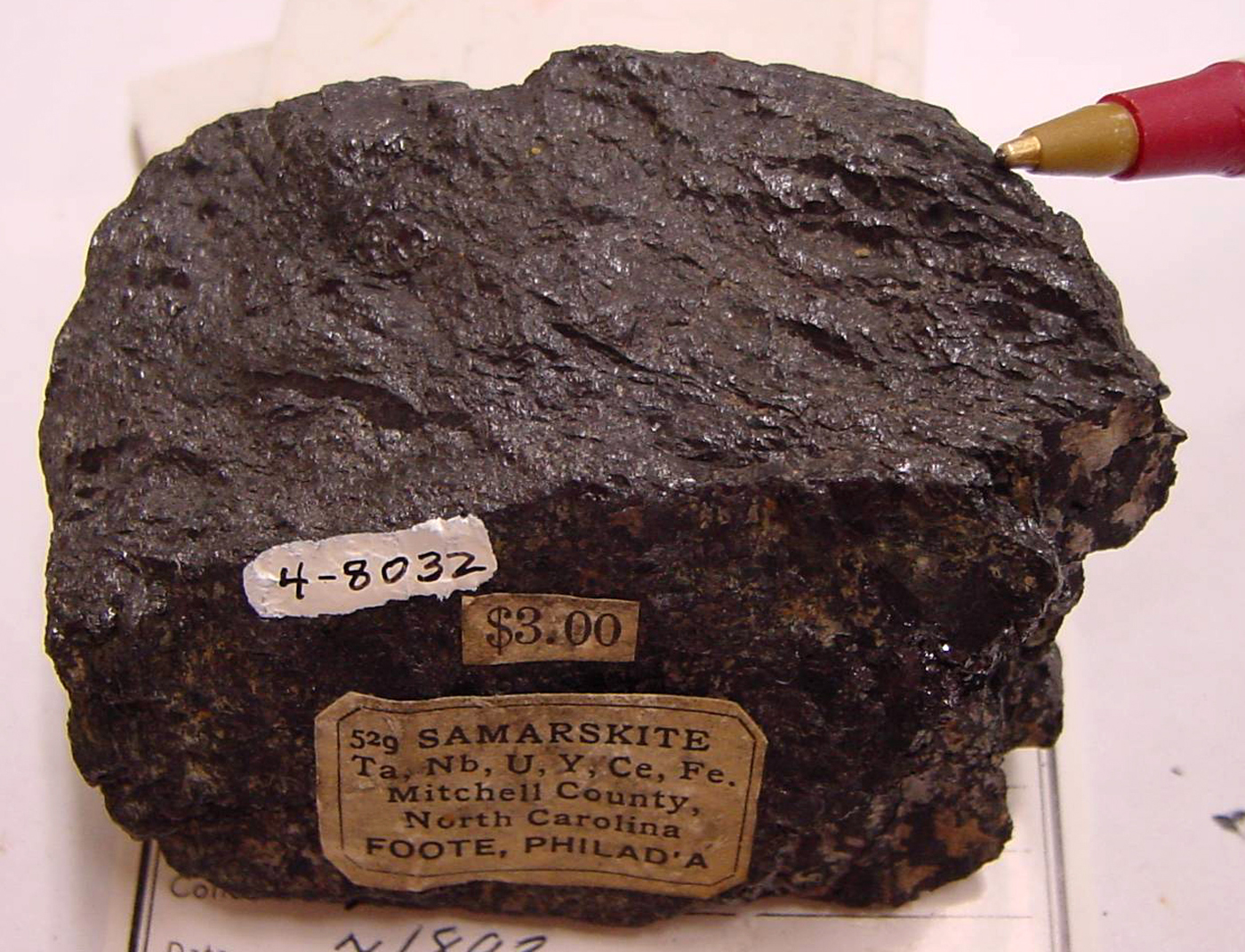
Das Mineral Samarskit

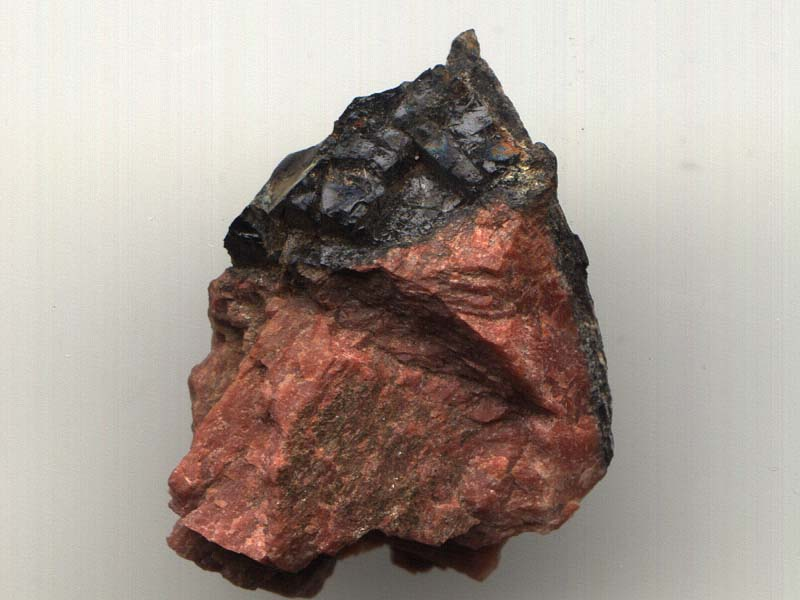
Das Mineral Gadolinit

Johan Gadolin (* 5. Juni 1760 in Åbo (finnisch Turku); † 15. August 1852 in Virmo (finnisch Mynämäki)) war ein finnischer Chemiker. Gadolin entdeckte im Jahre 1794 das erste chemische Element aus der Gruppe der Seltenen-Erd-Metalle, das Yttrium im Mineral Ytterbit (heute Gadolinit), und war einer der ersten Verfechter von Lavoisiers Verbrennungstheorie in Skandinavien.

## Kindheit und Ausbildung
Johan Gadolin wurde in einer finnlandschwedischen Gelehrtenfamilie geboren. Sein Vater war Professor für Physik und Theologie in der Universität von Åbo. Später wirkte dieser als Bischof in dieser Stadt. Durch seine gebildete Familie kam er in seiner Kindheit mit naturwissenschaftlichen Themen, besonders der Physik und Astronomie in Verbindung. Sein Großvater Johan Browall besaß große Verdienste als Professor der Physik und als Bischof. Durch ihn bestanden freundschaftliche Beziehungen der Familie zu Carl von Linné. Dieses Umfeld prägte Johan Gadolin frühzeitig.
Nach einer Schulausbildung begann er 1775 an der Königlichen Akademie seiner Geburtsstadt das Studium in den Fächern Mathematik und Physik, später wechselte er zu den Chemievorlesungen von Professor Pehr Adrian Gadd, der seit 1761 den ersten Lehrstuhl für Chemie an dieser Universität besaß. Sie ist die älteste Universität Finnlands. Die erlebten Chemievorlesungen waren ihm aber zu einseitig, da sie sich sehr auf praktische Anwendungen und den Ackerbau orientierten. Seine Interessen konzentrierten sich auf theoretische Fragen und er empfand die Vorlesungen zunehmend als unbefriedigend. Deshalb wechselte Gadolin 1779 zur Universität Uppsala und besuchte die Lehrveranstaltungen bei Torbern Olof Bergman. Hier verstärkte er auch wieder seine Studien in Physik und Mathematik.
In den veranstaltungsfreien Sommern reiste er in Schweden umher, um seine mineralogischen und metallurgischen Kenntnisse zu verbessern. Während des Studiums in Uppsala begegneten sich Gadolin und Carl Wilhelm Scheele, die daraufhin eine lebenslange Freundschaft verband. Mit Unterstützung von Bergman schrieb er 1781 eine Dissertation mit dem Thema „De analysi ferri“. Im folgenden Jahr erlangte er mit dem Thema „De problemate catenario“ seinen Magister in der Philosophie. Nun begannen seine bedeutenden Arbeiten zur Wärmelehre, die er später in Åbo (finnisch Turku) fortsetzte und 1784 publizierte. Im Jahr 1783 verließ er die Universität Uppsala und übernahm eine außerordentliche Professur in seiner Geburtsstadt.

## Wissenschaftliche Arbeit
Sein Bestreben nach weiteren Erkenntnissen verfolgte Gadolin in der neuen Aufgabe an der Königlichen Akademie von Åbo durch eine fast zweijährige Studienreise in Europa. Sie begann 1786 und führte über Dänemark, Deutschland, Holland und England. Zu seinen wichtigsten Stationen gehörten Lüneburg, Helmstedt, das Bergbaugebiet im Harz, Göttingen, Amsterdam, London und Dublin. Während dieser Reise wurden für ihn wertvolle Erfahrungen und vor allem Informationen über die neue chemische Nomenklatur gewonnen. Eine besonders lang nachwirkende Beziehung entstand zu dem Göttinger Chemiker und Bergrat Lorenz von Crell. In London beschäftigte er sich mit analytischen Untersuchungen an Eisenerzen und publizierte hierzu seine Erkenntnisse. Dabei äußerte Gadolin erste Überlegungen zur Maßanalyse in der Chemie. Die chemische Industrie Englands gehörte zu den Besuchzielen während seines Aufenthaltes.
Mit dem befreundeten irischen Privatgelehrten Richard Kirwan unternahm er eine Reise nach Irland, die vorrangig mineralogischen Studien diente. Ein Aufsatz in dem Chemischen Journal seines Freundes Crell berichtet über die irischen Reiseeindrücke.
Mit einem großen Erfahrungsschatz kehrt Gadolin in seine finnische Heimat zurück und gibt 1788 eine Abhandlung über die neue Nomenklatur in der Chemie heraus. Sie ist den verdienstvollen Arbeiten von Antoine Laurent de Lavoisier, Louis Bernard Guyton de Morveau, Antoine François de Fourcroy und Claude-Louis Berthollet gewidmet. Das brachte ihm die Aufmerksamkeit dieses Personenkreises ein. Ein intensiverer wissenschaftlicher Austausch ergab sich in der Folge mit Berthollet und Guyton de Morveau. Sein Freund Crell schrieb ihm nach der Rückkehr: „Das Sie die Chemie in Finnland zur Blühe bringen werden, würde mich bei Ihren Talenten und Kenntnissen gar nicht wundern.“
Nun festigte sich die berufliche Entwicklung von Gadolin. Zuerst 1789 zum Adjunkten berufen, kam er schnell in die Anwartschaft zum Professor. Noch in den letzten Lebensjahren seines Lehrers Gadd übernahm er Vorlesungen und nach dessen Tode 1797 auch die ordentliche Professur. Auf der Grundlage seiner reichen Erfahrungen veränderte er die Studieninhalte des Unterrichts und gilt heute als eigentlicher Begründer der wissenschaftlichen Chemie in Finnland.
Bereits während seiner Europareise verfasste er eine Schrift zur Phlogistontheorie (1788). Zunächst ging er noch von der Existenz des Phlogistons aus, hatte aber Kenntnis von der Rolle des Sauerstoffs bei der Verbrennung. Mit diesem Aufsatz versuchte Gadolin durch eine eigene Theorie einen vermittelnden Ansatz zwischen beiden Meinungslagern. Schließlich minderten sich seine Bedenken gegen die Ansichten Lavoisiers und er schloss sich als erster skandinavischer Chemiker den neuen Lehren über die Verbrennung an. Folgerichtig verfasste Gadolin das erste antiphlogistische Chemielehrbuch in schwedischer Sprache, erschienen 1798 mit dem Titel Einleitung in die Chemie. Es leistete einen entscheidenden Beitrag zur Verbreitung der neuen Kenntnisse unter den nordeuropäischen Wissenschaftlern.
Seine sprachlichen Fähigkeiten ermöglichte eine vielseitige Kommunikation mit verschiedenen wichtigen Partnern in Europa. Gadolin beherrschte neben seiner Muttersprache Schwedisch auch Latein, Deutsch, Englisch, Französisch, Russisch und Finnisch. Zu den Korrespondenzpartnern gehörten Joseph Banks, Torbern Olof Bergman, Claude Louis Berthollet, Adair Crawford, Lorenz Florenz Friedrich Crell, Johann Friedrich Gmelin, Louis Bernárd Guyton de Morveau, Richard Kirwan, Martin Heinrich Klaproth, Antoine Laurent Lavoisier und Carl Wilhelm Scheele.

### Die Entdeckung des Yttriums
Sein wohl bekanntester wissenschaftlicher Beitrag als Chemiker besteht in der Analyse eines schwarzen Minerals von dem Feldspatbruch Ytterby auf der schwedischen Insel Resarö, der für die Porzellanfabrik von Stockholm betrieben wurde. Dort fand 1788 der Sammler und schwedische Artillerieoffizier Carl Axel Arrhenius ein bis dahin unbekanntes schwarzes Mineral, das von Bengt Reinhold Geijer (1758–1815) und Sven Rinman (1720–1792) erstmals beschrieben wurde und später den Namen Gadolinit erhielt. Gadolin erhielt eine Probe dieses Minerals und untersuchte sie im Zeitraum 1792 bis 1793 eingehend. Er beschrieb dieses Stück als einen roten Feldspat, in dem das schwarze undurchsichtige Mineral tafel- und nierenförmig eingelagert ist.
Das Analyseergebnis ergab Tonerde, Eisenoxid und Kieselsäure sowie einen größeren Anteil (38 %) eines unbekannten Oxides. Über die Bewertung seiner Entdeckung war er nicht ganz sicher und äußerte seine Bedenken in einem Brief an den Sekretär der Schwedischen Akademie der Wissenschaften. Der schwedische Chemiker Anders Gustaf Ekeberg bestätigte mit eigenen Analysen im Jahr 1797 die Ergebnisse von Gadolin und damit die Existenz eines unbekannten Erdoxides. Das in diesen Zusammenhängen entdeckte Element Yttrium ist später von Friedrich Wöhler (1824) und Carl Gustav Mosander (1842) in metallischer Form isoliert worden.

In den Crellschen Chemischen Annalen äußert sich Gadolin zu seiner vermuteten Entdeckung wie folgt: 

„Aus diesen Eigenschaften findet man, dass diese Erde in vielem mit der Alaunerde, übereinkommt; in anderen aber mit der Kalkerde, dass sie sich aber auch von beyden, so wie auch von übrigen bisher gekannten Erdarten unterscheidet. Daher scheint sie einen Platz unter den einfachen Erdarten zu verdienen, weil die bisher gemachten Versuche keine Zusammensetzung von anderen vermuthen lassen. Jetzt wage ich noch nicht eine solche neue Erfindung zu behaupten, weil mein kleiner Vorrath von der schwarzen Steinart mir nicht erlaubte, die Versuche nach meinen Wunsche zu verfolgen. Ohnedem halte ich auch dafür, dass die Wissenschaft vielmehr gewinnen sollte, wenn die mehreren, neuerlich von den Scheidekünstlern beschriebenen, neuen Erdarten in einfachere Bestandtheile zerlegt werden könnten, als wenn die Zahl der neuen einfachen Erdarten noch vergrößert wird.“

Bei der Namensvergabe gab es vorübergehend verschiedene Auffassungen. Das entdeckte Mineral nannte Ekeberg Yttersten und das unbekannte Metalloxid Yttererde. Von deutschen Mineralogen und Chemikern wurden die Begriffe Gadolinit und für die chemische Substanz Gadolinerde vorgeschlagen. Schließlich fand sich ein Kompromiss. Das Mineral trägt danach den Namen Gadolinit und das chemische Element heißt Yttrium.
Die erhebliche Bedeutung der Gadolinschen Untersuchungen mit diesem Mineral besteht in der Tatsache, dass in deren Folge mehrere Elemententdeckungen in der Gruppe der Seltenen Erden von skandinavischen Fundstätten gemacht wurden. Seine großen Verdienste zu würdigen war das Anliegen des Namensvorschlages für ein neues Element. Der Schweizer Chemiker Jean Charles Galissard de Marignac entdeckte 1880 bei einer analytischen Untersuchung vom Mineral Samarskit (früher auch Uranotantal, Yttroilmenit) ein neues Element, das 1886 durch Paul Émile Lecoq de Boisbaudran den Namen Gadolinium erhielt. Bis zur Entdeckung der Transurane war es das einzige Element, das den Namen eines Forschers trug.
Als der deutsche Chemiker Johann Friedrich Gmelin starb, erhielt Gadolin 1804 den Ruf, dessen Professur an der Universität Göttingen zu übernehmen. Doch seine enge Verbindung zur Heimat ließen ihn von dieser ehrenhaften Berufung Abstand nehmen.

## Späte Jahre
Während seiner weiteren Universitätsarbeit entwickelte Gadolin Theorien zu chemischen Proportionen und Affinitäten. Sie wurden aber wegen geringer publizistischer Verbreitung in Mitteleuropa wenig beachtet und durch Arbeiten anderer Wissenschaftler verdrängt.
Im Jahr 1822 ging er in den Ruhestand. Trotzdem ging die wissenschaftliche Arbeit weiter, indem er sich mit einer Systematik im Mineralreich Systema fossilium befasste. Die Grundlage für diese Arbeit waren die unter seiner Verantwortung beträchtlich angewachsenen Naturaliensammlungen an der Universität. Bedauerlicherweise erlangte sie nach Veröffentlichung auch keine größere Beachtung.
Im Jahr 1827 zerstörte ein Großbrand die Stadt Åbo, wovon auch die Universität sowie erhebliche Teile der Sammlungen betroffen waren. Dieses Ereignis beendete die aktive wissenschaftliche Arbeit Gadolins. Daraufhin verlegte man die finnische Universität nach Helsingfors (heute Helsinki). Infolge dieses Verlustes lebte er zurückgezogen auf seinen beiden Landgütern bei Vichtis (heute Vihti) und Virmo (heute Mynämäki). Im hohen Alter von 92 Jahren starb er am 15. August 1852.

## Leistungen und Würdigungen
In seiner Heimat Finnland profilierte er die Chemieausbildung nach neuesten wissenschaftlichen Erkenntnissen und führte das regelmäßige praktische Arbeiten und Laborübungen für die Studenten ein. Diese Arbeitsweise war zu diesem Zeitpunkt in vielen anderen europäischen Universitäten noch nicht gängige Praxis.
Nach ihm sind das Mineral Gadolinit (1794 von ihm entdeckt) und das Element Gadolinium benannt. Der Name des Asteroiden (2638) Gadolin erinnert an ihn sowie an den finnischen Astronomen Jacob Gadolin.
Mitgliedschaften von Johan Gadolin bestanden bei:
- Königlich Schwedische Akademie der Wissenschaften, Stockholm
- Russische Akademie der Wissenschaften, Sankt Petersburg[7]
- Königlich Irische Akademie, Dublin
- Mitglied der Leopoldina, seit 1797
- Akademie der Wissenschaften zu Göttingen (seit 1804)[8]

Naturwissenschaftliche Gesellschaften
- in Göttingen
- Uppsala
- Moskau (Naturforschergesellschaft)
- Marburg (Naturforschergesellschaft)